# Turkiska Kurdistan

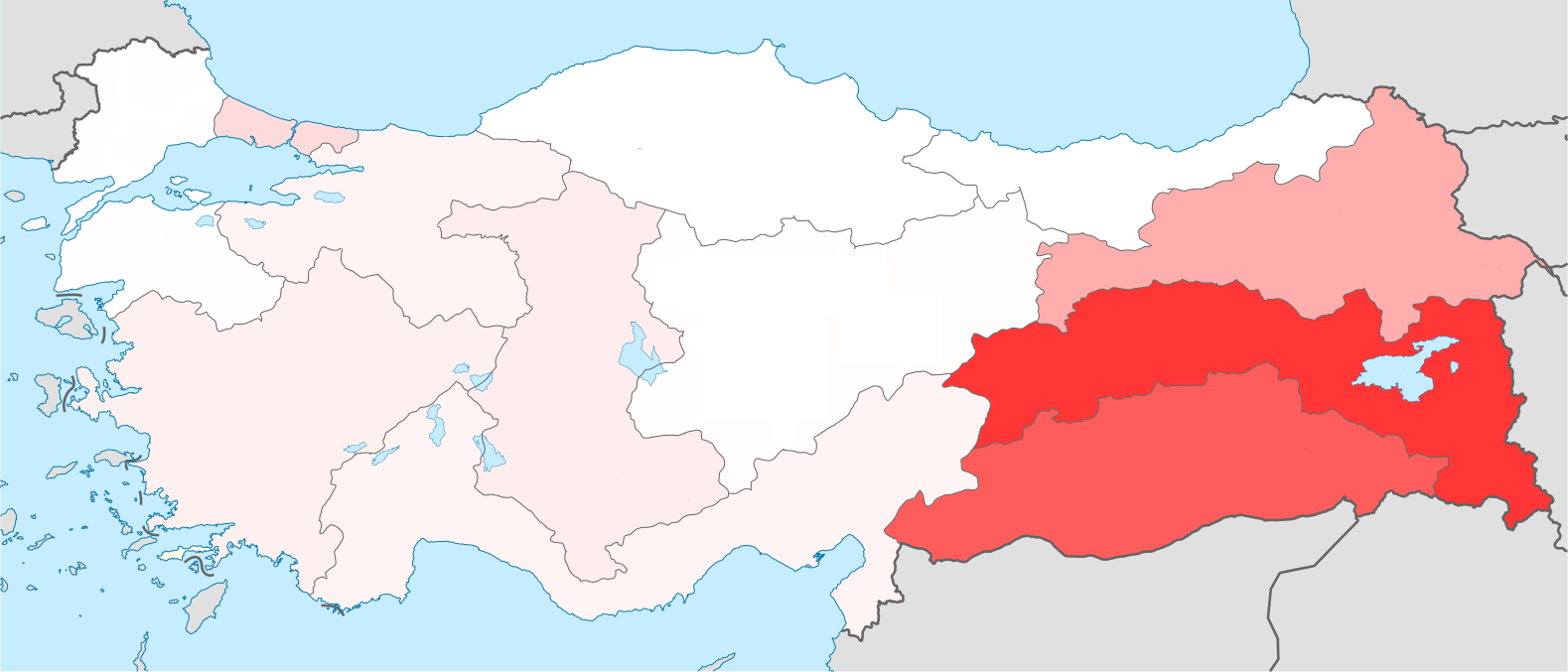
I sydöstra Turkiet (de två mörkaste färgerna) är etniska kurder i befolkningsmajoritet.

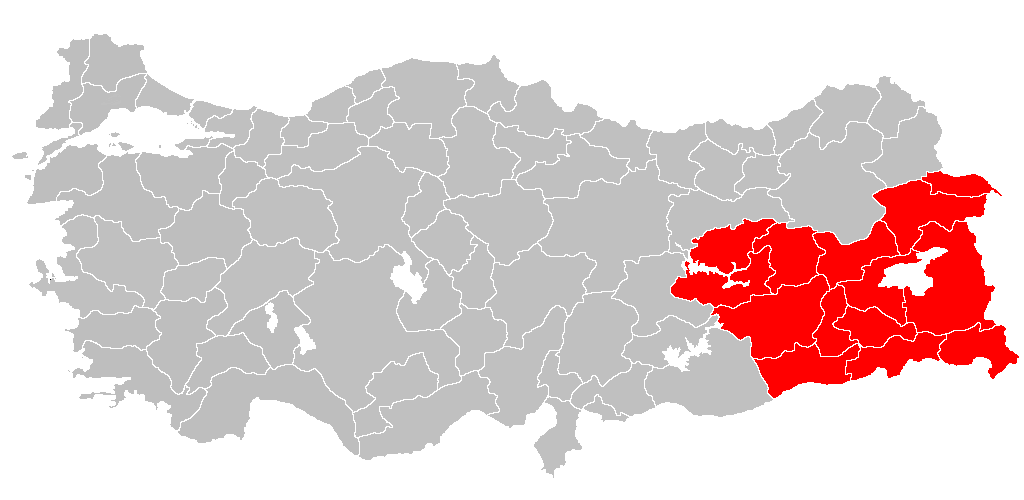
I 14 provinser i sydöstra Turkiet är kurderna minst 50 procent av befolkningen.

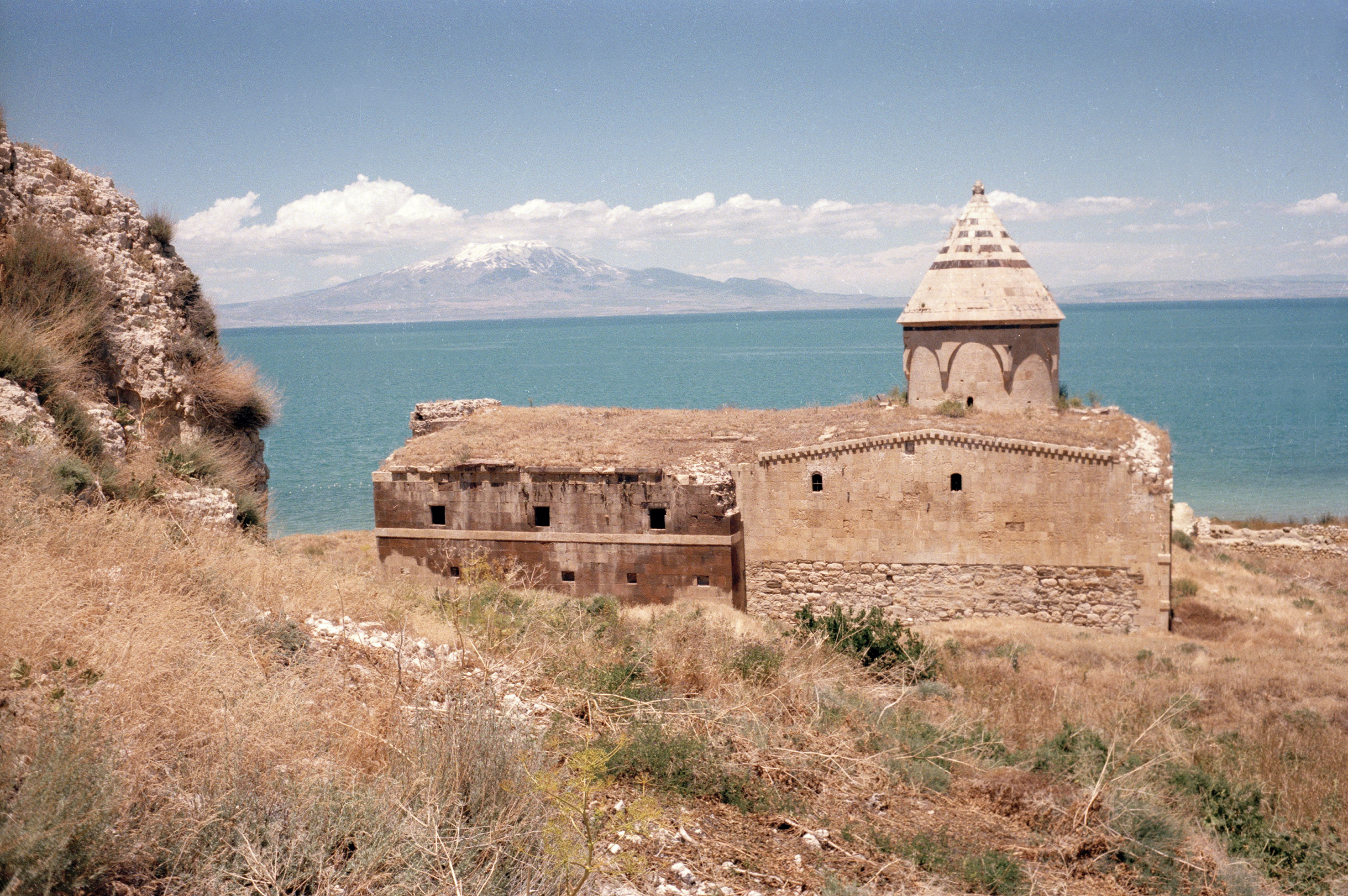
Kluts armeniska klosterkyrka vid Vansjön, med berget Süphan i bakgrunden.

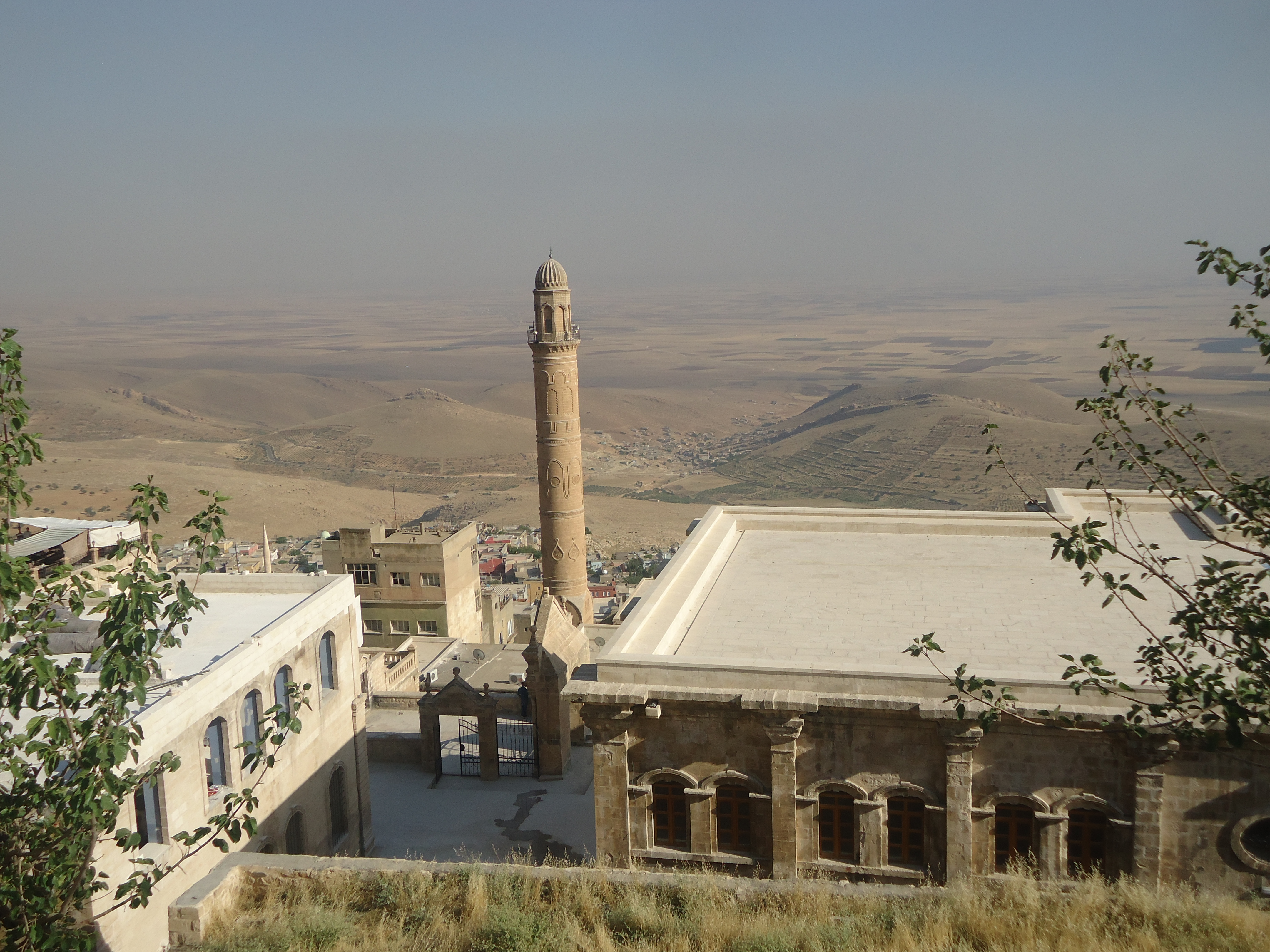
Mardin med utsikt över det mesopotamiska slättlandet

Turkiska Kurdistan, även kallat norra Kurdistan, är en beteckning för de sydöstra delarna av dagens Turkiet. Landskapet domineras av höga bergskedjor. Området bebos huvudsakligen av kurder samt ett antal mindre minoriteter som araber, armenier och assyrier.

## Översikt och utveckling
I Turkiet bor fler kurder än i något annat land, enligt olika beräkningar mellan 10 och 15 miljoner (ungefär 20 procent av landets befolkning). Kurdernas traditionella bosättning är den sydöstra delen av landet, med gräns till Syrien, Irak och Iran. Senare årtiondens statsstyrda försök att minska den kurdiska dominansen i området har både lett till gerillakrig (bland annat från PKK) och regelrätta deportationer. En stor utflyttning har skett från avfolkade eller medvetet förstörda byar; de utflyttade har bosatt sig olika delar av västra Turkiet, inklusive i Istanbul och andra större städer.
Delar av området – framför allt i städerna – hade tidigare även en stor armenisk- och syriansktalande befolkning. Efter 1910-talets folkmord på dessa minoriteter i Turkiet har de områdena kommit att bli mer etniskt turkiska eller kurdiska.

## Större städer
De största städerna i turkiska Kurdistan är Diyarbakır (kurdiskt namn Amed), Şanlıurfa, Batman och Van. Diyarbakır och Van har idag kurdisk majoritet, och större delen av landsbygdsbefolkningen i hela regionen är etniskt kurdisk. I västra delen av turkiska Kurdistans ligger de stora och i första hand turkisktalande städerna Gaziantep, Malatya och Elazığ.

## Språk
Kurderna i Turkiet talar i första hand nordkurdiska (kurmanji). Cirka 2 miljoner talar det besläktade zazaiska språket. Andra språk inom området är bland annat  turkiska, syriska och arabiska.
Zazaiska (även kallad zaza, zazaki eller dim(i)li) är ett språk från de inbördes förståeliga nordkurdiska (kurmanji) och centralkurdiska (sorani). Det är närmare besläktat med gorani i västra Iran (i den andra änden av det etniskt kurdiska området). Traditionellt har zaza-talarna betecknat sig som kurder.